# Campionati europei juniores di biathlon
I Campionati europei juniores di biathlon (in inglese IBU Open European Junior Championships) sono la più importante manifestazione continentale juniores di biathlon. Sono organizzati dalla International Biathlon Union ogni anno a partire dal 2016. I campionati costituiscono ogni stagione una tappa del circuito di IBU Junior Cup, il circuito giovanile del biathlon mondiale, per il quale assegnano punti; ne consegue che possano iscriversi anche atleti non europei; la classifica del campionato viene poi stilata considerando solamente gli atleti europei iscritti, mentre quella della gara è valevole per le classifiche del circuito cadetto.

## Edizioni
| Anno | Località             | Nazione   |
| ---- | -------------------- | --------- |
| 2016 | Pokljuka             | Slovenia  |
| 2017 | Nové Město na Moravě | Rep. Ceca |
| 2018 | Pokljuka             | Slovenia  |
| 2019 | Sjusjøen             | Norvegia  |
| 2020 | Hochfilzen           | Austria   |
| 2022 | Pokljuka             | Slovenia  |
| 2023 | Madona               | Lettonia  |
| 2024 | Szklarska Poręba     | Polonia   |
| 2025 | Altenberg            | Germania  |
| 2026 | Imatra               | Finlandia |

## Medagliere
Aggiornato all'edizione 2025
| Pos.   | Paese       | Oro | Argento | Bronzo | Totale |
| ------ | ----------- | --- | ------- | ------ | ------ |
| 1      | Germania    | 11  | 7       | 11     | 29     |
| 2      | Francia     | 10  | 16      | 10     | 36     |
| 3      | Russia      | 10  | 7       | 5      | 22     |
| 4      | Austria     | 7   | 3       | 2      | 12     |
| 5      | Rep. Ceca   | 6   | 4       | 5      | 15     |
| 6      | Italia      | 3   | 3       | 7      | 13     |
| 7      | Polonia     | 3   | 1       | 6      | 10     |
| 8      | Ucraina     | 2   | 3       | 5      | 10     |
| 9      | Bulgaria    | 2   | 2       | 1      | 6      |
| 10     | Finlandia   | 2   | 4       | 0      | 6      |
| 11     | Bielorussia | 2   | 0       | 2      | 4      |
| 12     | Norvegia    | 1   | 3       | 0      | 4      |
| 13     | Slovenia    | 1   | 2       | 1      | 4      |
| 14     | Croazia     | 1   | 0       | 0      | 1      |
| 14     | Mongolia    | 1   | 0       | 0      | 1      |
| 16     | Svezia      | 0   | 2       | 1      | 3      |
| 17     | Canada      | 0   | 1       | 0      | 1      |
| 17     | Groenlandia | 0   | 1       | 0      | 1      |
| 19     | Slovacchia  | 0   | 0       | 2      | 2      |
| 19     | Estonia     | 0   | 0       | 2      | 2      |
| 21     | Kazakistan  | 0   | 0       | 1      | 1      |
| 21     | Svizzera    | 0   | 0       | 1      | 1      |
| Totale | Totale      | 62  | 62      | 63     | 187    |